# 1946-os magyar tekebajnokság
Az 1946-os magyar tekebajnokság a nyolcadik magyar bajnokság volt. Ebben az évben csak a férfiak részére rendeztek bajnokságot, melyet augusztus 17. és 20. között rendeztek meg (pontosabb dátum nem ismert) Budapesten, a Márga utcai pályán.

## Eredmények
| Versenyszám  | Arany                | Arany | Ezüst                  | Ezüst | Bronz                    | Bronz |
| ------------ | -------------------- | ----- | ---------------------- | ----- | ------------------------ | ----- |
| Férfi egyéni | Tomann Ádám Előre SE | 862   | Adamik Ferenc Előre SE | 861   | Szűcs László Ceglédi VSE | 838   |